# 韓国系オーストラリア人
韓国系オーストラリア人（かんこくけいオーストラリアじん、한국계 호주인）はオーストラリアに在住する韓国に家系起源のある人々である。
2001年の時点で、オーストラリアに住んでいる朝鮮民族はおよそ5万人に達し、それはニューサウスウェールズ州、ビクトリア州、およびクイーンズランド州に集中し、シドニーのオーバーン地区やメルボルンのボックスヒル地区は韓国系が多く暮らす地域である。
2001年のオーストラリアにおける国勢調査では、一部または完全に韓国人が祖先である人々は最大15万人と報告された。

## 宗教
多くの韓国系オーストラリア人がプロテスタントの教会に属する福音派キリスト教徒であり、8%のみが非キリスト教徒で、そのほとんどは仏教徒である。

## 著名な韓国系オーストラリア人
- ピーター・F・ベル
- マイク・レオン・グロッシュ
- カレブ・ユアン
- フィリックス
- バンチャン